# Pere Curtiada i Ferrer
Pere Curtiada i Ferrer (Sitges, 1898 - Sitges, 1968) va ser un obrer i comerciant de calçat que exercí diferents càrrecs polítics a nivell local i nacional i fou un dels màxims representants del sector socialista d'Estat Català durant la Guerra Civil.
Pere Curtiada i Ferrer inicià la seva trajectòria política a la Unió Socialista de Catalunya (USC) durant la dictadura de Primo de Rivera, i posteriorment fou fundador i finalment president de l'Ateneu el Centaure, punt de trobada de l'oposició política sitgetana al règim dictatorial.
Amb la caiguda del dictador fou un dels principals impulsors del butlletí Opinem, el portaveu del Centre d'Esquerres de Sitges, i fou elegit regidor en les eleccions municipals d'abril de 1931. Pere Curtiada i Ferrer destacà per ser el regidor sitgetà que presentà més mocions per tal d'impulsar la normalització de la llengua catalana i promoure polítiques en benefici dels obrers de la localitat (obres públiques, habitatges per a obrers, suport a conflictes laborals...), però les que li despertaren més enemics foren les destinades a secularitzar la vida pública sitgetana.
Un dels impulsors d'Esquerra Republicana de Catalunya (ERC) a la localitat, en deixar el càrrec de regidor l'any 1934 passà a exercir de president local d'ERC, deixant clar en nombroses ocasions que ell en formava part com a militant d'Estat Català. Aquell mateix any fou nomenat sots-cap del sometent local, càrrec que exercí durant els Fets d'Octubre de 1934 i que li comportà l'empresonament al vaixell Uruguay.
El maig de 1936 Pere Curtiada i Ferrer destacà al congrés de refundació d'Estat Català, passà a presidir el partit a Sitges i consolidà la localitat com un dels principals puntals del separatisme de l'època. En iniciar-se el procés revolucionari fou membre del Comitè de Defensa Local i posteriorment fou un dels quatre regidors que obtingué Estat Català al nou ajuntament sitgetà, i fins i tot ostentà temporalment l'alcaldia (desembre del 1936 - gener del 1937).
Tot i que l'ajuntament sitgetà fou el consistori català on Estat Català obtingué més regidors i fou el que més es resistí a l'aplicació del Decret de la Generalitat que obligava a retirar les responsabilitats municipals als membres del partit separatista, Pere Curtiada acabà perdent la seva condició de regidor a principis de 1937. A les poques setmanes del cessament arribà a la primera línia de la política nacional en ser escollit responsable del Departament Político-Social del Comitè Central d'Estat Català, càrrec que deixaria abans de la fi del conflicte bèl·lic.
Derrotat l'exèrcit republicà fou reclòs temporalment al camp de concentració del Barcarès i posteriorment residí a la localitat nord-catalana de Vilanova de Raó. Nou anys després pogué retornar a Sitges, on residí fins que morí l'any 1968.